# Pyramid City
Pyramid City ofwel de Shimizu Mega-City Pyramid (bijnaam: City in the sky) is een visie, geponeerd in 2004, van een aantal grote architecten in Tokio. Deze stad in een piramidevorm van 1 km hoog aan de top en op de grond 4 km2 zou ruimte moeten bieden aan meer dan 250.000 woningen, winkels en kantoren. Zoals de naam al doet vermoeden zou deze stad moeten bestaan uit een open piramideconstructie, opgebouwd uit megagrote pijlers gemaakt van glasvezelversterkte kunststof en koolstof nanobuizen.

## Locatie
De exacte locatie van dit, in de toekomst te realiseren project, is een van de open discussieonderwerpen. Een aantal architecten is voorstander van het creëren van een kunstmatig eiland in de haven van Tokio, de anderen zien meer in een bestaande locatie op het land dat eventueel vrijgemaakt zou (moeten) worden.
Daar de kosten van vrije grond op het vasteland van Tokio op dit moment relatief zeer hoog zijn, lijkt het logisch dat men uit zou moeten wijken naar een constructie als die van het Burj al Arab, een kunstmatig eiland.

## De piramide
De piramide zelf zou opgebouwd moeten worden uit reusachtige pijlers met koolstofvezel en glasvezel, daar deze producten zeer sterk zijn in het weerstaan van horizontale krachten. Beton zou de constructie, die een basis zou hebben van 2 bij 2 km, zeer zwaar en kwetsbaar maken voor de elementen.